# Maressa
Tel Maressa também chamada Maressa, é um sítio antigo nas planícies do sul de Israel. Foi também o nome de uma cidade de Israel nos tempos bíblicos, era a vigia de Israel, localizada no topo da montanha, então significava: "Aquela que vê", pois quando os inimigos estavam próximos a cidade de Maressa, os sentinelas avisavam a Israel.
Maressa, nome de origem hebraica, mencionado na Bíblia nos livros de Josué e [Crônicas] {Miqueias} significa: na frente; principal; líder; aquela que vai à frente; vitoriosa; a mais bela. No contexto bíblico, é o nome de uma cidade da herança de Judá. Essa cidade foi fortificada por Roboão, rei de Judá, um dos filhos do rei Salomão.

## UNESCO
As cavernas de Maressa e Bete-Gubrine nas Terras Baixas da Judeia como um microcosmo da terra das cavernas foram incluídas na lista de patrimônio Mundial da UNESCO por "testemunharem a cultura regional e sua evolução por mais de 2 000 anos, desde o século VIII a.C., quando Maressa, a mais velha de duas cidades, foi construída, na época dos Cruzados"